# AGM-179 JAGM
Projektil zrak-zemlja AGM-179 (JAGM) je američki vojni program za razvoj projektila zrak-zemlja koji bi trebao zamijeniti BGM-71 TOW, AGM-114 Hellfire i AGM-65 Maverick rakete koji se lansiraju iz zraka. Američka vojska, mornarica i marinci planiraju kupiti tisuće JAGM-ova.

## Opis
Program združenih projektila zrak-zemlja (JAGM) nastavak je neuspješnog programa zajedničkih projektila AGM-169 koji je otkazan zbog smanjenja proračuna. JAGM će u osnovi dijeliti iste ciljeve i tehnologije kao JCM, ali će se razvijati tijekom dužeg vremenskog razdoblja.
Dana 30. kolovoza 2022. JAGM je proglašen spremnim za redovnu proizvodnju. Tisuću projektila proizvedeno je do veljače 2022., proizvodnjom po minimalnoj stopi održivosti u okviru niske stope proizvodnje. Poboljšanja JAGM-a se razvijaju, kao što je inačica srednjeg dometa s dometom od 16 km bez promjene protežnosti projektila.

## Platforme za lansiranje
- AH-64 Apache
- MQ-1C Gray Eagle[1]
- MH-60R/S Seahawk
- MH-60 Black Hawk Defensive Armed Penetrator (DAP)
- AH-1Z Viper
- OH-58F Kiowa
- AH-6 Little Bird
- MQ-9 Reaper
- Lockheed Martin F-35 Lightning II
- Mk 41 sustav za okomito lansiranje

## Osobitosti
- Masa:49 kg
- Duljina:1800 mm
- Promjer:180 mm
- Operativni domet: 8,0 km
- Sustav navođenja sustav: poluaktivni laser i radar milimetarskih valova